# 宗像バイパス
宗像バイパス（むなかたバイパス）は、福岡県宗像市武丸と古賀市舞の里を結ぶ国道3号のバイパス道路。

## 概要
- 起点：福岡県宗像市武丸（岡垣バイパス終点）
- 終点：福岡県古賀市舞の里（香椎バイパス起点）
- 全長：
- 車線：4車線（一部6車線）

岡垣バイパス・香椎バイパスと接続している。全線法定速度（最高速度60 km/h）。
香椎バイパスと同じく、人通りの多い交差点などが多く、新規格のバイパス道路ではない。この「バイパス」と言う呼ばれ方は、旧3号（現・県道69号、国道495号ほか）が降格する前の名残であると言える。
2012年（平成24年）3月30日、上西郷交差点から千鳥パークタウン北交差点間の交差点改良事業完成により同区間 (1.6km) が6車線化された。同区間の一部は2011年（平成23年）8月10日に下り線のみ3車線化されていた。

## 通過する自治体
- 福岡県
  - 宗像市 - 福津市 - 古賀市

## 交差する道路
| 交差する道路                            | 交差する場所 | 交差する場所 | 北九州から (km) |
| --------------------------------------- | ------------ | ------------ | --------------- |
| 国道3号（岡垣バイパス）北九州・黒崎方面 |              |              |                 |
| 県道69号宗像玄海線                      | 宗像市       | 城山         |                 |
| 県道463号芹田石丸線                     | 宗像市       | 富地原       |                 |
| 県道75号若宮玄海線                      | 宗像市       | 徳重         |                 |
| 県道503号町川原赤間線                   | 宗像市       | 野坂         |                 |
| 県道92号宗像篠栗線                      | 宗像市       | 光岡         | 37.4            |
| 県道530号畦町村山田線                   | 福津市       | 八並         |                 |
| 県道97号福間宗像玄海線支線              | 福津市       | -            |                 |
| 県道531号内殿手光線                     | 福津市       | -            |                 |
| 県道30号飯塚福間線                      | 福津市       | -            | 43.4            |
| 県道535号薦野福間線                     | 福津市       | 上西郷       |                 |
| 国道3号（香椎バイパス）福岡・香椎方面   |              |              |                 |

## 交通量
2005年度（平成17年度道路交通センサスより）
平日24時間交通量（台）
- 宗像市武丸：41,086

## 車線・最高速度
| 区間                        | 車線 上下線=上り線+下り線 | 最高速度 |
| --------------------------- | ------------------------- | -------- |
| 宗像市武丸 - 上西郷交差点   | 4=2+2                     | 60 km/h  |
| 上西郷交差点 - 古賀市舞の里 | 6=3+3                     | 60 km/h  |